# John Groom
John Groom (* 5. Juli 1938) ist ein britischer Politikwissenschaftler und emeritierter Professor für Internationale Beziehungen der University of Kent in Canterbury. Er amtierte 1991/92 als Vorsitzende der British International Studies Association (BISA). Zudem war er Gründer und zehn Jahre lang Vorsitzender der European Standing Group for International Relations.
Groom ist seit 1972 Professor in Canterbury und wurde 2004 emeritiert. Er ist Gastprofessor an der Renmin University und der Xi’an International Studies University in China und unterrichtet regelmäßig an der Sciences-Po Paris, dem IEP de Lille und der Diplomatischen Akademie Wien.

## Schriften (Auswahl)

### Monographien
- Mit William Olson: International relations then and now. Origins and trends in interpretation. HarperCollins Academic, London 1991, ISBN 0-04-445101-6.
- British thinking about nuclear weapons. F. Pinter, London 1974, ISBN 0-903804-01-8.

### (Mit-)Herausgeberschaften
- Contemporary international relations. A guide to theory. Pinter Publishers, London/New York 1994, ISBN 1-85567-078-X.
- Frameworks for international co-operation. St. Martin's Press, New York 1990, ISBN 0-312-03182-3.